# Liodessus chilensis
Liodessus chilensis là một loài bọ cánh cứng trong họ Bọ nước. Loài này được Solier miêu tả khoa học năm 1849.